# Palác Batex
Palác Batex je multifunkční funkcionalistická budova na adrese Revoluční 1003/3, 110 00 na Starém Městě, Praha 1 nedaleko náměstí Republiky, postavená podle návrhu architekta Maxe Spielmanna. Z jižní strany sousedí s Palácem Kotva. Stejnojmenný noční podnik s divadelním sálem Batex, který v paláci sídlil, se v období První republiky stal nejvýznamnějším pražským místem setkávání členů zdejší LGBT komunity a byl také centrem snah o emancipaci sexuálních menšin.

## Historie

### Výstavba
Víceúčelová budova vznikla v letech 1928 až 1929 na pozemku uvolněného demolicí starších obytných domů. Zadavatelem stavby byl Hospodářský svaz československých přádelen bavlny, obchodní společnost sdružující výrobce bavlny a textilu, název stavby je tak tvořen zkratkou slov BAvlna a TEXtil. Autorem návrhu stavby byl česko-německý architekt Max Spielmann. Stavba se, stejně jako Palác Kotva, oproti starším budovám posunula několik metrů za silniční linii, aby tak umožnila rozšíření Revoluční ulice jakožto nájezdu na Štefánikův most. Po dokončení disponoval objekt obchodní pasáží, několika obytnými a kancelářskými patry a v přízemí také nočním barem s varieté.

### Noční podnikBatex
Právě restaurační podnik Batex se záhy po dostavbě paláce stal hojně navštěvovaným místem pro členy sexuálních menšin, především pro majetnější gaye. Provozní podniku Hynek Vrabec provozoval již několik podniků vhodných pro setkávání homosexuálů (homosexualita byla dle tehdejšího československého práva trestná). V podniku vedeným Stanislavem Bartošem, posléze pak Antonínem Steimarem, se pak ve 30. letech pořádaly také večírky a maškarní bály, včetně vystoupení drag queens. Vrabec pak nedaleko od Batexu provozoval na nároží Revoluční a Dlouhé ulice hotel Regina, které bylo možno využívat jako hodinový hotel. Podnik navštěvovala mimo převážně mužské společnosti také Jana Mattuschová, aktivistka za práva leseb. Stejně tak se zde setkávali členové redakce časopisu Hlas sexuální menšiny vydávaný Antonínem Steimarem a editovaný bratry Vojtěchem a Františkem Černými.
Možnost komunitního setkávání v Batexu byla pak utlumena s příchodem Druhé republiky a Protektorátu Čechy a Morava, kdy začaly být příslušníci sexuálních menšin ještě více úředně perzekvováni.

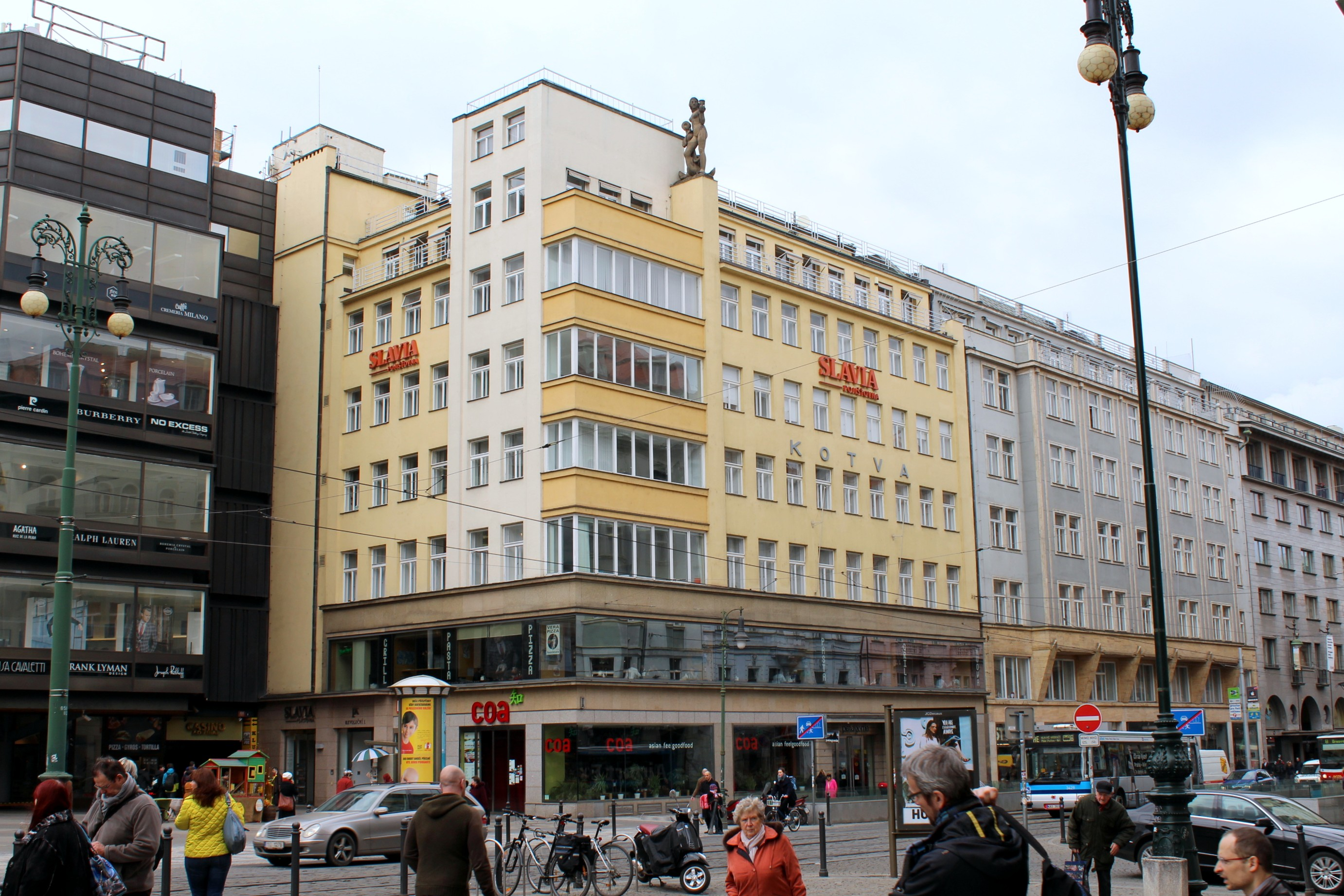
Palác Kotva na nároží Revoluční ulice a náměstí Republiky, budova Batexu napravo

Ve 2. polovině 20. století pak sál přestal fungovat, po roce 2000 byl přetvořen v hudební a taneční klub (2021).

## Popis
Šestipodlažní palác je vystavěn v puristickém stylu. Budově dominuje několikapatrový arkýř tvořící portál stavby, s minimalistickým zdobením fasády. Stavba má centrální vstup do obchodní pasáže, která je průchozí do Benediktské ulice.